# Joseph Szaul
Joseph Szaul, Joseph Chaoul, Joseph Shawool – libański prawnik i polityk, katolik-maronita. W 1961 r. rozpoczął karierę sędziowską. W 1990 r. został mianowany prezesem Rady Doradczej Stanu (arab. مجلس شورى الدولة, Madżlis Szura al-Dawla), najwyższego sądu administracyjnego w Libanie. W latach 1998–2000 był ministrem sprawiedliwości w rządzie Selima al-Hossa.